# Visconde Canterbury

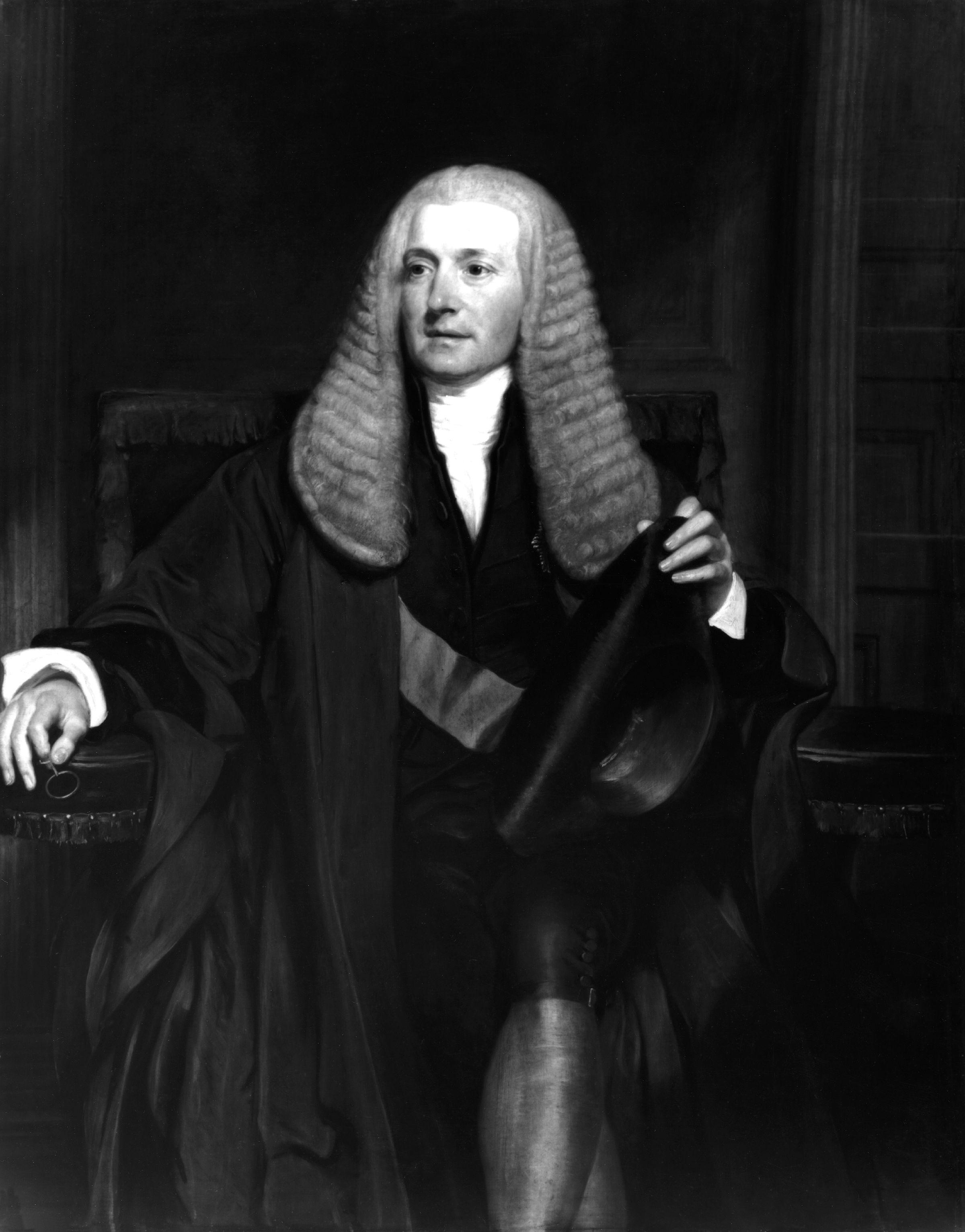
Charles Manners-Sutton, 1.º Visconde Canterbury.

Visconde Canterbury, da Cidade de Canterbury, era um título no Pariato do Reino Unido. Foi criado em 1835 para o político conservador Sir Charles Manners-Sutton, que anteriormente serviu como presidente da Câmara dos Comuns. Ele foi criado Barão Bottesford, de Bottesford, no Condado de Leicester, na mesma época, também no Pariato do Reino Unido. Manners-Sutton era filho do Reverendíssimo Charles Manners-Sutton, Arcebispo de Canterbury, quarto filho de Lord George Manners-Sutton, terceiro filho de John Manners, 3.º Duque de Rutland. Seu tio era Thomas Manners-Sutton, 1.º Barão Manners, Lorde Chanceler da Irlanda.
Lorde Canterbury foi sucedido por seu filho mais velho, o segundo Visconde. Ele morreu solteiro e foi sucedido por seu irmão mais novo. Ele foi um político e administrador colonial. Os títulos passaram de pai para filho até a morte de seu neto, o quinto Visconde, em 1918. O falecido Visconde foi sucedido por seu primo, o sexto Visconde. Ele era filho do Honorável Graham Edward Henry Manners-Sutton, filho mais novo do terceiro Visconde. Lorde Canterbury não teve filhos e com a sua morte em 1941 ambos os títulos foram extintos.

## Viscondes Canterbury (1835)
- Charles Manners-Sutton, 1.º Visconde Canterbury (1780–1845)
- Charles John Manners-Sutton, 2.º Visconde Canterbury (1812–1869)
- John Henry Thomas Manners-Sutton, 3.º Visconde Canterbury (1814–1877)
- Henry Charles Manners-Sutton, 4.º Visconde Canterbury (1839–1914)
- Henry Frederick Walpole Manners-Sutton, 5.º Visconde Canterbury (1879–1918)
- Charles Graham Manners-Sutton, 6.º Visconde Canterbury (1872–1941)

### Atribuição
- Hesilrige, Arthur G. M. (1921). Debrett's peerage and titles of courtesy. Londres: Dean & son, limited. p. 169